# He Legend of Rockabye Point
«Легенда Рокабей Пойнта» (англ. The Legend of Rockabye Point) — американский короткометражный мультипликационный фильм 1955 года, производства Walter Lantz Productions, из серии мультфильмов о пингвине Чилли Вилли, в котором самому Чилли Вилли отведена второстепенная роль.

## Описание
Старый моряк рассказывает историю о том, как 20 лет назад он загружал в трюм своего судна большой груз тунца. Белый медведь (Макси) и маленький пингвин (Чилли Вилли), препятствуя друг другу, пытаются утащить рыбу с корабля, которую охраняет бульдог с большими зубами. Каждый раз при попытке пробраться на судно собака кусает Макси за заднее место, он пытается задобрить пса и поёт ему колыбельную песню Rock-a-bye Baby, под которую тот засыпает. Чилли Вилли каждый раз разными способами будит собаку и она снова кидается на Макси. Под конец Макси отбирает мешок (как он думает, с рыбой) у Чилли Вилли, плывёт к высокой скале, забирается на самый верх и собирается хорошенько перекусить. Однако, открыв мешок, Макси с ужасом обнаруживает там бульдога, которому он поспешно начинает петь колыбельную.
Сюжет заканчивается словами старого моряка: «Вот какая история приключилась в Рокабей Пойнте. Вы и по сей день можете услышать песенку старого медведя. Слушайте!» Мы видим как на вершине скалы уже постаревший, похудевший и седой Макси всё качает на руках также постаревшего, уже совсем беззубого пса и всё так же поёт ему всё ту же песню, которую тот просит спеть снова и снова.

## Роли озвучивали
- Доуз Батлер — Макси (белый медведь) / бульдог
- Дэл Маккеннон (англ.) — шкипер

## Признание
Мультфильм был номинирован на премию «Оскар» в 1956 году в категории: Лучший короткометражный мультипликационный фильм.